# أوسكار فيلوني
أوسكار فيلوني (بالإسبانية: Luis Oscar Fulloné Arce) (4 أبريل 1939 - 22 مايو 2017) لاعب ومدرب كرة قدم أرجنتيني، درّب العديد من الأندية الأفريقية والأوروبية.

## مسيرته
لعب أوسكار في مساره الرياضي في إستوديانتيس الأرجنتيني وإندبندينتي وريال أوفييدو وأستون فيلا الإنجليزي، قبل أن يلج ميدان التدريب سنة 1980 عبر بوابة إستوديانتيس، فيما أشرف على فرق معروفة مثل سيون السويسري وأهلي طرابلس الليبي والترجي التونسي وأسيك ميموسا الإيفواري والاتحاد السوري، ودرّب أيضا العديد من الأندية المغربية أبرزها الرجاء البيضاوي والوداد البيضاوي والمغرب الفاسي والنادي القنيطري.

## إنجازاته
- دوري أبطال أفريقيا (2) : 1998، 1999
- كأس السوبر الأفريقي (1) : 1999
- كأس الكؤوس الأفريقية (1) : 2002
- دوري أبطال العرب (1) : 2006
- الدوري المغربي (1) : 1999
- الدوري الإيفواري (2) : 1997، 1998
- كأس الكوت ديفوار (2) : 1995، 1997

## روابط خارجية
- أوسكار فيلوني على موقع قاعدة بيانات كرة القدم.إي يو (الإنجليزية)
- أوسكار فيلوني على موقع عالم كرة القدم.نت (الإنجليزية)